# مايغير
مايغير هي بلدة في مقاطعة إيزباسكان في ولاية أنديجان في أوزبكستان.